# أربوغست
فلافيوس أربوغسطس هو قائد عسكري روماني من أصل فرنجي من القرن الرابع الميلادي، ولد في غلاطية ألتي كانت مسكن المرتزقة الجرمان ألذين عملوا مع الجيش الروماني. هو إين القائد العسكري فلافيوس باوتو وابن أخ القائد العسكري ريشوميرس وشقيق الامبراطورة إيليا أودوكسيا. بدأ خدمته في زمن الإمبراطور ثيودوسيوس الأول وقام برفقة والده فلافيوس باوتو وعمه ريشوميرس بمحاربة القوط بقيادة فريتيجيرن. صعد والده ليصبح قائد لجيش الامبراطورية بعدما تمكن هزيمة الغاصب ماغنوس مكسيموس ليسلم العرش لفالنتينيان الثاني، ليتم اختيار أربوغست كقائد لجيش الامبراطورية الرومانية الغربية بسبب انتصار والده. توفي والده بعد فترة قصيرة. بعد استلامه لمنصب قيادة الجيش استغل هذا لاجل منافعه فكان يقوم باقتطاع ضرائب الامبراطورية لصالحه وكان يرسل بعضها إلى ثيودوسيوس مما خلف صراعه مع فالنتنيان، وقد استفاد من حماية الإمبراطور ثيودوسيوس وأمبروز أسقف ميلانو ومن موالاة أفراد الجيش ذوو الأصل الجرماني. في سنة 392 دبر الإمبراطور فالنتنيان مكيدة ليغتاله لكن بدل اغتياله تم طعن أحد أفراد حمايته والذي كان يقف بجانبه. بعد ذلك عثر على الإمبراطور وهو مقتول بداعي الانتحار مما دفع عدة مؤرخين للشك بقيام أربوغست بقتله. بعد وفاة فالنتنيان نصب أربوغسط أوجينيوس كإمبراطور جديد على روما. حاول أوجينيوس وأربوغسط احياء الوثنية وقاموا بتشييد عدة معابد للآلهة الرومانية مما أدى لامتعاض الإمبراطور ثيودوسيوس في الشرق واعلان ابنه هونوريوس كإمبراطور شرعي في الغرب حيث استفاد من دعم أمبروز أسقف ميلانو. ادى هذا النزاع لاندلاع معركة فريجيدوس في سنة 394 وألتي هزم بها أربوغست وقتل بها الإمبراطور، تمكن أربوغسط من الهرب بعد ذلك إلى الجبال وبقي فيها عدة أيام لينتحر هناك على الطريقة الرومانية.